# Gregorio VI
Gregorio VI (Roma, ¿?-Colonia, 1048) fue el 148.º papa de la Iglesia católica de 1045 a 1046.

## Biografía
De nombre secular, Giovanni Graciano Pierleoni era arcipreste de la Basílica de Letrán cuando accedió al papado mediante el pago de 1500 libras de oro al papa Benedicto IX que poco antes había expulsado del pontificado a Silvestre III.
El escándalo en el que vivía la Iglesia, patente en el hecho de que en el año 1045 ocuparan el trono de San Pedro tres papas y que los tres vivieran, confirmó a Gregorio VI en la idea de la necesidad de una profunda reforma, para lo cual se rodeó de importantes colaboradores entre los que destaca Hildebrando de Sovana, el futuro papa Gregorio VII, a quien nombra su secretario.
Sus ideas reformadoras no pudieron, sin embargo, ser desarrolladas al no contar con el necesario apoyo del rey alemán Enrique III quien, partidario también de la necesidad de reformar la Iglesia, no consideraba a Gregorio VI como el papa ejemplar para llevarla a cabo, al estar su elección manchada por prácticas simoniacas. 
Esta desconfianza de Enrique III hacia Gregorio VI, unida al hecho de que Benedicto IX trataba de recuperar el solio pontificio y que Silvestre III no había renunciado tampoco, de forma explícita, al mismo, decidió al rey alemán, incitado por Odilón de Cluny y por el eremita Guntero, a convocar el concilio de Sutri, valiéndose de los poderes que le atribuía el Privilegium Othonis, en el cual depuso a Benedicto IX y a Silvestre III y obligó a abdicar a Gregorio VI, quien fue desterrado a Colonia donde falleció en 1048.
En su destierro estuvo acompañado por su secretario Hildebrando, que cuando accedió al papado realizaría las reformas con que había soñado y que no pudo realizar.